# 何維椅
何維椅（1530年—？），字喬佐，廣東廣州府南海縣（今佛山沙滘村）人，明朝政治人物。

## 生平
嘉靖三十一年（1552年）壬子科廣東鄉試第六十八名舉人。隆慶二年（1568年）中式戊辰科會試第三百七十三名，三甲第三百一十八名進士。考选庶吉士，授礼部祠祭司主事。

## 家族
曾祖何榮，壽官；祖父何方，贈都察院左副都御史；父何應初，封監察御史 累贈都察院左副都御史。前母陸氏（累贈淑人）；母馮氏（累封淑人）。慈侍下。兄何维柏（都察院左副都御史）、何维桐（典膳）、维樟、维魁、维岳。弟维岩、维英、维崖、维嵩、维梧。